# 김춘범
김춘범(1948년 10월 2일 ~ )은 대한민국의 영화 감독이다. 김청기 감독의 기획, 제작부에서 경력을 쌓았다. 1990년 영화 데뷔작으로 《깊은 곳의 열기 2》를 활동하였다.

## 영화 작품
| 연도 | 작품명                                | 기타                 |
| ---- | ------------------------------------- | -------------------- |
| 1977 | 《로보트 태권브이 3 수중특공대》      | 제작                 |
| 1978 | 《날아라 원더공주》                   | 제작진행             |
| 1978 | 《제3땅굴편 똘이장군》                | 제작진행             |
| 1978 | 《로보트 태권브이와 황금날개의 대결》 | 제작부장             |
| 1979 | 《간첩 잡는 똘이장군》                | 제작부장             |
| 1979 | 《은하함대 지구호》                   | 진행                 |
| 1979 | 《삼국지》                            | 제작부장             |
| 1980 | 《삼국지 관우 오관돌파편》            | 제작부장             |
| 1980 | 《꼬마 어사 똘이》                    | 제작부장             |
| 1981 | 《공룡 100만년 똘이》                 | 제작부장             |
| 1982 | 《혹성 로보트 썬더A》                 | 제작부장             |
| 1982 | 《초합금 로보트 쏠라 원투쓰리》       | 기획                 |
| 1982 | 《슈퍼 태권V》                        | 기획                 |
| 1983 | 《다윗과 골리앗》                     | 기획                 |
| 1984 | 《스페이스 간담V》                    | 기획                 |
| 1984 | 《꾸러기 발명왕》                     | 기획                 |
| 1984 | 《로보트 태권V - 84 태권브이》        | 기획                 |
| 1985 | 《똘이와 제타 로보트》                | 기획                 |
| 1985 | 《로보트 군단과 메카3》               | 기획                 |
| 1986 | 《외계에서 온 우뢰매》                | 기획                 |
| 1986 | 《외계에서 온 우뢰매 2》              | 제작                 |
| 1987 | 《외계에서 온 우뢰매 전격 쓰리 작전》 | 기획                 |
| 1987 | 《우뢰매 4탄 썬더V 출동》             | 기획                 |
| 1988 | 《슈퍼 홍길동》                       | 기획                 |
| 1988 | 《뉴머신 우뢰매 5》                   | 기획                 |
| 1988 | 《공초도사와 슈퍼 홍길동 2》          | 기획                 |
| 1989 | 《삼토스와 댕기똘이》                 | 기획                 |
| 1989 | 《슈퍼 홍길동 3》                     | 기획                 |
| 1989 | 《제3세대 우뢰매 6》                  | 기획                 |
| 1989 | 《바이오맨》                          | 기획                 |
| 1990 | 《로보트 태권V 90》                   | 기획                 |
| 1990 | 《전설의 용사 반달가면》              | 제작총지휘/각본      |
| 1991 | 《신비의 용사 반달가면》              | 제작총지휘/각본      |
| 1991 | 《우주의 용사 반달가면》              | 제작총지휘/각본      |
| 1991 | 《부채 도사와 홍길동》                | 제작총지휘           |
| 1991 | 《도시에 나타난 검객 산지니》         | 제작총지휘/각본      |
| 1991 | 《항구에 나타난 검객 산지니》         | 제작총지휘/각본      |
| 1991 | 《그림 도사와 홍길동》                | 제작총지휘           |
| 1991 | 《위기의 용사 반달가면》              | 제작총지휘/각본      |
| 1991 | 《삼중성》                            | 제작총지휘/각본      |
| 1992 | 《환상의 용사 반달가면》              | 제작/각본            |
| 1992 | 《뚱녀 도사와 홍길동 7》              | 제작/감독/각본       |
| 1992 | 《헤라클행성으로 돌아온 반달가면》    | 제작/각본            |
| 1992 | 《서커스단에 나타난 검객 산지니》     | 제작총지휘           |
| 1992 | 《영구와 흡혈귀 드라큐라》            | 제작총지휘           |
| 1992 | 《개그 특공대 로봇 트윈스》           | 제작총지휘           |
| 1993 | 《불꽃 슛 통키》                      | 제작총지휘           |
| 1993 | 《홍길동 도사학교》                   | 제작총지휘/감독/각본 |
| 1998 | 《블랙 트리오》                       | 제작총지휘           |
| 2003 | 《마법경찰 갈갈이와 옥동자》          | 제작                 |